# Tarzan de verschrikkelijke
Tarzan de verschikkelijke (Engelse titel: Tarzan the Terrible) is een roman geschreven door Edgar Rice Burroughs, de achtste in zijn reeks van vierentwintig boeken over het titelpersonage Tarzan.
Het werd voor het eerst gepubliceerd in het pulp-tijdschrift Argosy All-Story Weekly van februari tot maart 1921. De eerste boekeditie werd uitgebracht in juni 1921. De eerste Nederlandse vertaling kwam uit in 1939.